# Choctaws

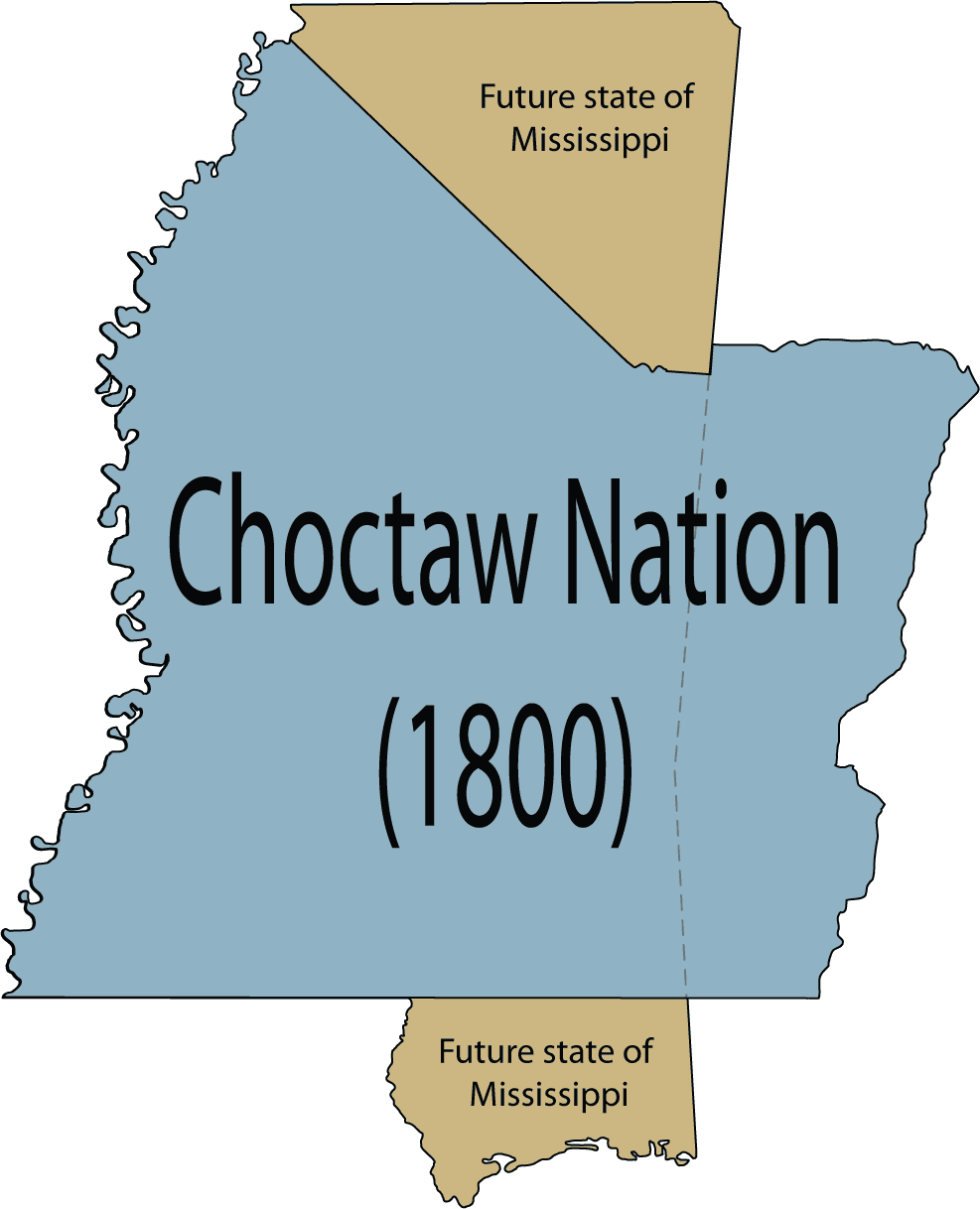
Territori Choctaw abans de l'arribada dels europeus

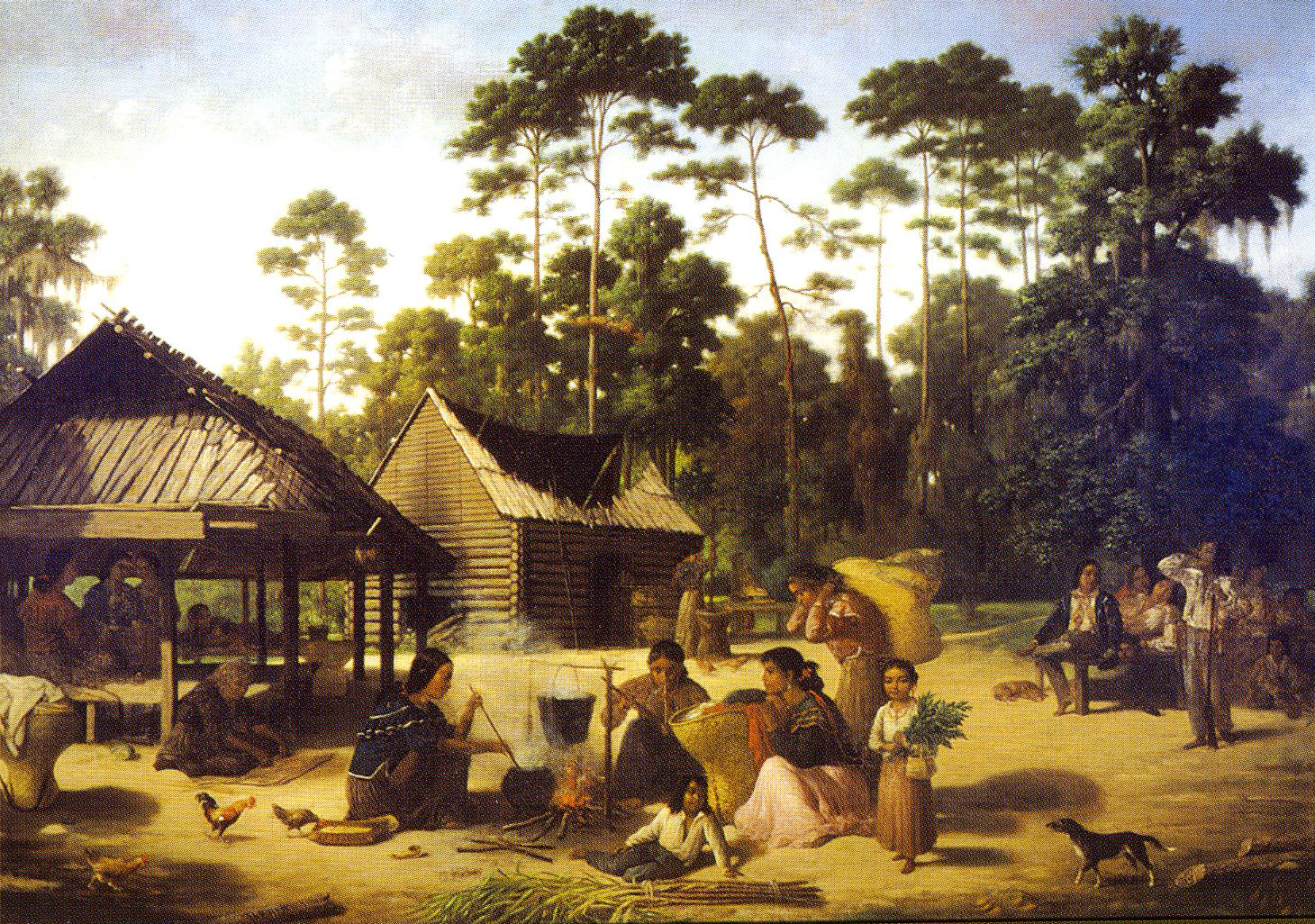
Vila tradicional choctaw, per François Bernard

Els choctaw (també chahta, chactas, tchakta, chocktaw, i chactaw) són una tribu ameríndia originària del Sud-est dels Estats Units (actualment Mississipi, Florida, Alabama, i Louisiana). La llengua choctaw pertany a la família de les llengües muskogi. Els choctaw són desdencents dels pobles de la cultura del Mississipi i de la cultura Hopewell, que vivien a l'est del riu Mississipi i els seus tributaris. Fa uns 1.700 anys els pobles Hopewell construïren Nanih Waiya, un gran terraplè de terra que encara és considerat sagrat pels choctaw. Els primers exploradors espanyols de mitjans del segle xvi hi trobaren viles i caps de la cultura mississipiana. L'antropòleg John Reed Swanton suggerí que els choctaw derivaven llur nom d'un antic cap. L'historiador Henry Halbert suggerí que el nom derivava de la frase choctaw Hacha hatak (gent del riu).
Es dividien en quatre districtes:
- Okla Falaya  ("el poble llarg"), al Nord-oest
- Okla Tannap o Ahepat Okla ("poble de la banda oposada") al Nord-est
- Okla Hannali  ("poble de les sis viles") al Sud
- Okla Chito  ("gran poble")

## Localització geogràfica
Vivien als marges del riu Yazoo (Mississipi inferior) i a l'Oest dels rius Alabama i Tombigbee (centre i sud de Mississipi), en una àrea de 63.000 milles quadrades. Actualment, un grup viu a set reserves a l'estat de Mississipi (Redwater, Standing Pine, Pearl River, Tucker, Bogue Chito, Conehatta i Bogue Homa) amb un total de 21.000 acres, alguns a Luisiana, i la resta a Oklahoma. Actualment estan repartits en diverses tribus reconegudes federalment i estatalment:
- Banda Jena d'indis choctaw, a Louisiana, amb 205 habitants segons el cens de 2010.
- Banda Mississipi d'indis choctaw, a Mississipi, amb 8.979 habitants segons el cens de 2010.
- Nació Choctaw d'Oklahoma, Talihina Agency, a Oklahoma, amb 159.630 habitants segons el cens de 2010.
- Banda MOWA d'indis choctaw, a Alabama, tribu reconeguda estatalment, uns 2.872 segons el cens de 2010
- Tribu choctaw-apatxe d'Ebarb a Louisiana, tribu reconeguda estatalment, uns 2.866 segons el cens de 2010.
- Nació Houma Unida, a Louisiana, uns 10.768 segons el cens de 2010.
- Confederació Biloxi-Chitimacha-Choctaw, uns 436 segons el cens de 2010.
- Choctaw Clifton a Louisiana, uns 178 segons el cens de 2010.

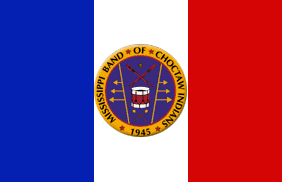
Bandera dels Choctaw del Mississipi

## Demografia
Es calcula que el 1650 eren uns 15.000 individus. Cap al 1780 eren unss 20.000 individus en 60 o 70 establiments. El 1872 eren 16.000, el 1885 uns 12.816 amb 38 negres, i el 1890 uns 10.017 amb 4.406 negres, i cap al 1900 en censaren 25.000, dels quals 18.981 vivien a Oklahoma, 1.639 a Mississipi i 5.449 eren negres. Des d'aleshores, el seu nombre ha estat objecte d'especulació: el 1930 eren 18.000 a Oklahoma, Mississipi i Luisiana, però l'Enciclopèdia Britànica en compta 17.500 a Oklahoma i 3.119 a Mississipi el 1960, i 11.000 el 1970 l'Enciclopèdia Americana. Cap al 1990 hi havia un total de 45.000 choctaws, dels quals 8.100 viuen a Mississipi, 27.500 a Oklahoma i 11.200 a California, Luisiana i altres estats. La seva llengua, però, era parlada per uns 12.000 individus el 1980. Segons el cens dels EUA del 2000 eren 158.774 dividits en els següents grups:
| Fracció          | D'una tribu | Dues tribus | Una tribu més altres races | Dues tribus més altres races | Total   |
| Choctaw          | 66.287      | 9.381       | 46.303                     | 11.677                       | 133.648 |
| Clifton Choctaw  | 76          | -           | 22                         | -                            | 103     |
| Jena Band        | 84          | 2           | 22                         | -                            | 108     |
| Mississippi Band | 7.626       | 82          | 851                        | 24                           | 8.583   |
| Mowa Band        | 1.572       | 11          | 206                        | 7                            | 1.796   |
| Oklahoma         | 11.690      | 108         | 2.713                      | 49                           | 14.560  |
| Total            | 87.349      | 9.552       | 50.123                     | 11.750                       | 158.774 |

## Costums
No tenien fama de ser tan guerrers com els seus veïns creek i chickasaw, i practicaven l'agricultura del moresc, carabasses, pèsols, melons, fesols, batates, gira-sol i tabac, realitzada tant per dones com per homes. Aclarien la terra per tal d'envoltar-la d'arbres i cremaven els herbots. Empraven bastons d'os de bisó per remour els forats i plantar la llevor, i per cavar els homes empraven un estri fet amb l'espatlla del bisó, una cloïssa o una pedra tallada unida a un bastó. Amb la collita feien graners i l'amagaven a cabanes especials.
Llur armament consistia en arcs o sagetes i una llarga sarbatana de canya buida, i quan arribaren els blancs obtingueren cavalls. La pesca era comunal, amb xarxes, arc i fletxes o bé drogant l'aigua.
Vivien en cases de sostre de palla fetes de troncs o escorça i cobertes de fang. Caçaven cérvols i ossos, aplanaven el cap dels nadons i celebraven el busk o cerimònia del moresc verd (poskitá), com les altres tribus muskogi. Es dividien en dues fratries, kushapokla ("poble dividit") dividida en els grups kushiksa ("canya"), lawokla, lulakiksa i linoklusha, i watakihulata ("poble estimat"), dividida en chufaniksa ("gent estimada"), iskulani ("poble petit"), chito ("poble gran") i shakchukla ("poble del cranc").
S'agrupaven en ciutats, la principal de les quals era Nanih Waiya, creada pel voltant del 500 com a centre espiritual. La societat tenia dues divisions, de pau i de guerra: roig i negre, com els cherokees i creek. Cada divisió tenia rols propis en ritus funeraris de la divisió oposada: els cossos eren embolicats en pells i deixats a l'aire lliure, a vegades en una plataforma feta expressament. Tenien un cos especial de sacerdots que s'encarregava de netejar els ossos i deixar-los sense carn. Els ossos nets eren guardats en una casa feta ossari, sobre les quals hi havia un catafalc amb escenes de cacera, corones i imatges gravades per assistir els esperits. Quan ja eren plenes d'ossos, es realitzava una festa per als morts i els ossos eren enterrats en un túmul cònic de terra. També tenien alikchi o bruixots i creien en els shilup (fantasmes). Entre el 1825 i 1830 Gideon Lincecum recollí llurs tradicions de boca de l'ancià Ghanta Imataha.
També jugaven al ishtaboli, anomenat lacrosse pels francesos i chunckey pels anglesos, joc de pilota similar al hockey amb una pilota de pell i raquetes anomenades kapucha, o bé amb un disc rodó.

## Història
Foren descoberts per Hernando de Soto el 1540, qui els anomenà chaetas. El cap dels Tuscaloosa el rebé a la vila de Mabila (potser avui és Mobile), on els espanyols mataren 1.500 indis. Ja aleshores eren enemics dels chickasaw, i culturalment eren relacionats amb les altres tribus de la cultura del Mississippi.
El 1673 foren visitats pels francesos Joliet i Jacques Marquette, que foren ben rebuts. Així, el 1699 hi construïren el Fort Maurepas, així com les viles de Mobile (1702) i Fort Rosalie el 1716. Cap al segle XVIII eren exportadors de moresc, i s'aliaren amb els francesos; però el seu cabdill Red Shoes s'alçà contra els francesos el 1746 pel tracte del comerç de pells, ajudat pel governador de Carolina del Sud. El conflicte acabaria amb l'execució del cabdill i una guerra civil choctaw, després de la qual, tornarien a aliar-se amb França.
Per aquesta raó després de la derrota francesa en la guerra del 1756-1760 hagueren de cedir territori als britànics. Això els obligaria vers el 1780 a moure's cap a l'oest, on xocaren amb les tribus caddo. Aleshores vivien en 60 o 70 viles als marges dels rius Pearl, Pascagoula i Chickasawhay. El 3 de gener del 1786 signaren amb els colons dels EUA el Tractat de Hopewell, pel qual els declaraven "pau perpètua", tractat que fou renovat el 1792. Per aquest motiu, no ajudaren als anglesos en la guerra del 1812.
Això no els salvà, però, dels diferents tractats en què els obligaven a cedir terra als EUA. El 1801, pel de Fort Adams, el cantó del Mississipi; el 1803, pel de Hoe Buckintopae, els van cedir tota Alabama (853.760 acres); el 1805, pel de Mound Dexter, 4.142.720 acres més entre el sud d'Alabama i Mississipi; el 1816, pel de Fort Saint Stephens, la part externa del riu Tombigbee (Alabama), que suposava uns 3 milions d'acres; i el 1820, pel de Doak's Strand, 5.169.788 acres més. El 1819 Cyrus Kingsbury va fundar Elliot, primera escola choctaw.

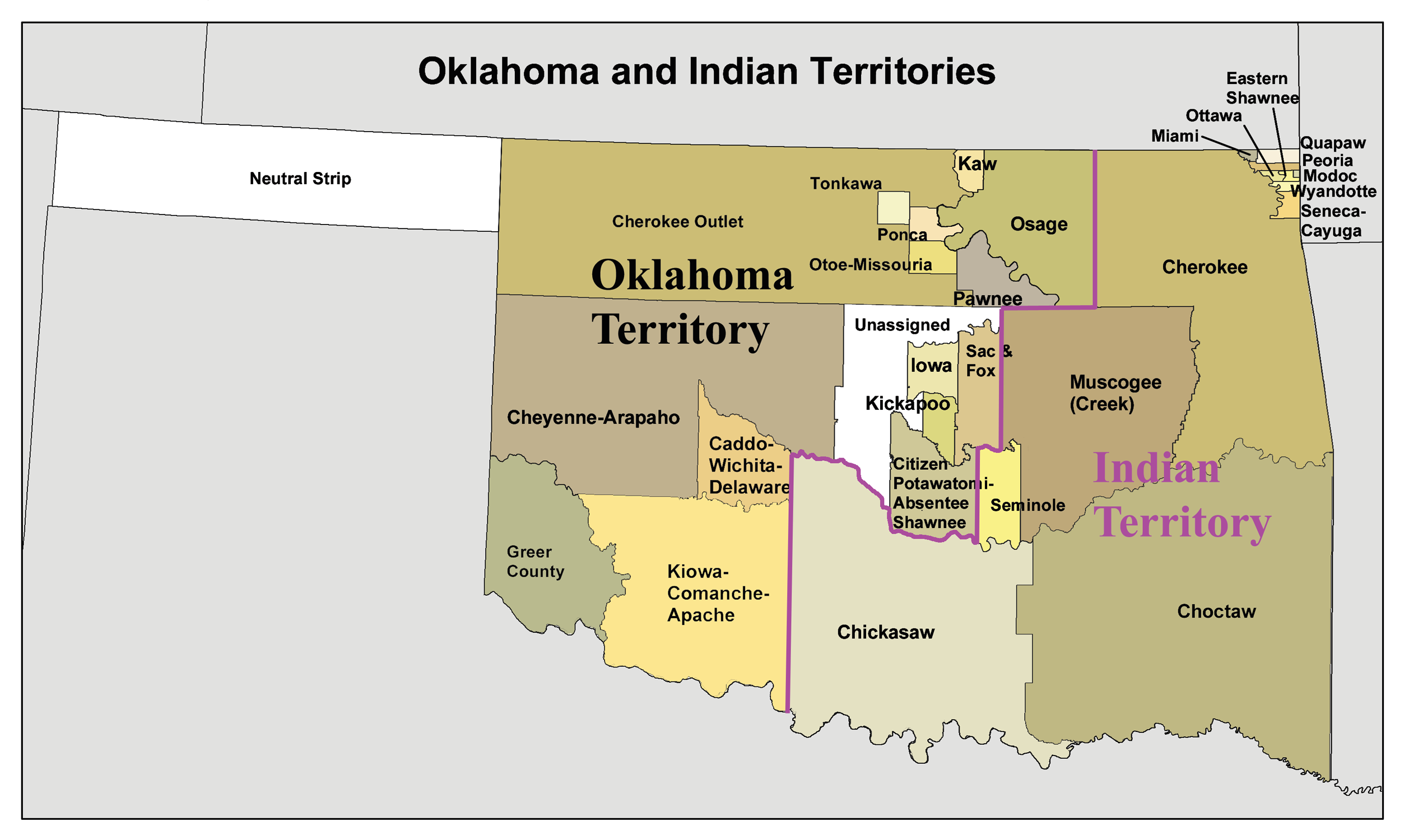
Territori dels choctaw a Oklahoma

Durant la Guerra Creek del 1811-1814 van ajudar com a mercenaris al president Andrew Jackson, qui des del 1820, quan els obligà, mitjançant suborns i amenaces, a cedir cinc milions d'acres del centre de Mississipi al govern dels EUA, va fer tot el possible per arrabassar-los la terra i fer-los marxar. Pel tractat del 20 de gener del 1825, signat pel cap Mushulatubbee, cedeixen 2 milions d'acres a canvi que no els distribueixin les terres. Però pel nou tractat de Dancing Rabbit Creek del 1835, signat pels caps Mushulatubbe, Greenwood La Flore (d'Okla Falaya), Nitakiche i Killihota amb 172 caps més i 6.000 indis, malgrat haver adoptat un sistema constitucional, posseir pròsperes granges i ramats i tenir un bon sistema docent, foren obligats[1] cedir les terres a canvi d'un ajut econòmic per pagar el trasllat i a marxar cap a Oklahoma, amb les altres tribus civilitzades. El 1848 traduïren la Bíblia al choctaw i la majoria es van fer baptistes.
El 1831 uns 14.000 choctaw marxaren en canoes i creuaren el Mississipi en transbordadors, però el caos amb la distribució del menjar provocà que uns 2.500 moriren en el trasllat per fam i còlera. I endemés no els pagaren la indemnització que els havien promès. A Oklahoma aixecarien novament escoles, esglésies i tribunals, i fins i tot crearien una milícia.
El 1837 signarien el Tractat de Doaksville amb els chickasaw, amb el qual signaven la pau. Peter Pitchlynn (1806-1881), mestís conegut com a Ha-Tchoctucknee (Tortuga Mossegadora) fou un dels inspiradors del tractat de Dancing Rabbit Creek i de la Federació de les Cinc Tribus Civilitzades el 1859, i unionista, així com cap de la tribu del 1864 al 1866.
Uns 69 caps de família (però en realitat 7.000 indis), però, van decidir quedar-se i sotmetre's a les lleis estatals. Tanmateix, 5.720 més marxarien a Oklahoma entre 1845 i 1854. El 1860 establirien una constitució i un consell de representants, i durant la guerra de secessió donaren suport al Sud, malgrat que el cap Pitchlynn el donà al Nord. Ell mateix inspiraria el nou tractat del 1866. A Oklahoma refarien Nana Waiyah a Tuskahoma, i dividirien el territori en tres districtes:
- Pushmataha, a l'Oest del riu Kiamichi, per al cap Nikatichi.
- Apukshunaubee, a l'Est del riu Kiamichi, per al cap La Flore.
- Moshulatubee, entre els rius Arkansas i Canadian, per al cap Moshulatubee.

El 1890 adoptarien tots el baptisme com a religió, i el 1984 els aplicarien l'Allotment act, malgrat l'oposició del seu cap Green McCurtain. El 1906 fou dissolt el govern tribal, tot i que continuaren mantenint-lo de manera limitada. El 1907 la reserva choctaw fou parcelada en propietats individuals, i la resta venuda a blancs, però el 1960 encara uns 17.500 vivien en terres tribals, en una mena de reserva informal.
Alhora, el 1908-1916 descobriren que uns mil encara vivien a Mississipi i s'inicià una investigació del Congrés dels EUA, de manera que el 1944 els retornaren 16.000 acres i els reconegueren com a tribu per tal que entressin sota tutela de la BIA.
Durant la Primera Guerra Mundial 8 choctaws varen ser reclutats per tal d'enviar missatges xifrats fent servir el seu idioma
Un choctaw membre de l'AIM, Dave Hill, participaria en els fets de Wounded Knee del 1973. Harry Belvin, cap dels choctaw del 1945 al 1978, el 1975 van adoptar una constitució més actual. Per la seva banda, Philip Martin, cap dels Choctaw del Mississippi des del 1979, ha aconseguit més reconeixement federal per a la seva tribu.

## Llista de governants choctaw del Mississippi
- Caps d'Okla Tannip
  - 180? - 1809 Homastubbee (m. 1809)
  - 1809 - 1826 Moshulatubbee (primer cop) (1778-1838)
  - 1826 - 1830 David Folsom (1791-1847)
  - 1830 - 1834 Moshulatubbee (segon cop)
- Caps d'Okla Falaya
  - 180? - 1824 Apukshunnubbee (m.1824)
  - 1824 - 1826 Robert Cole
  - 1826 - 1834 Greenwood LeFlore (1800-1865)
- Caps d'Okla Hannali
  - 180? - 1824 Pushmataha (1764-1824)
  - 1824 - 1826 Humming Bird (m.1828)
  - 1826 - 1830 John "Sam" Garland
  - 1830 - 1834 Nitakechi (1792-1846)
- Portaveus
  - 1945 - 1949 Joe Chitto
  - 1949 - 1959 Emmett York (1st time)
  - 1959 - 1967 Phillip Martin (1926)
  - 1967 - 1975 Emmett York (2nd time)
- Caps
  - 1975 - 1979 Calvin Issac
  - 1979 - 2007 Phillip Martin (s.a.)
  - 2007 - Beasley Denson

## Llista dels caps de la Nació Choctaw d'Oklahoma
- Caps de Moshulatubbee
  - 1834 - 1836 Moshulatubbee
  - 1836 - 1838 Joseph Kincaid
  - 1838 - 1842 John McKinley
  - 1842 - 1846 Nathaniel Folsom
  - 1846 - 1850 Peter Folsom
  - 1850 - 1854 Cornelius McCurtain
  - 1854 - 1857 David McCoy
- Cap del Oklafalaya 
  - 1834 - 1838 Thomas LeFlore
- Caps de Apukshunnubbee
  - 1838 - 1842 James Fletcher
  - 1842 - 1850 Thomas LeFlore
  - 1850 - 1857 George Washington Harkins
- Caps de Pushmataha
  - 1834 - 1838 Nitukechi (1st time)
  - 1838 - 1841 Pierre Jusan
  - 1841 - 1846 Isaac Folsom
  - 1846 Nitukechi (2nd time)
  - 1846 - 1850 Silas D. Fisher
  - 1850 - 1854 George Folsom
  - 1854 - 1857 David McCoy
- Governadors
  - 1857 - 1858 Alfred Wade
  - 1857 - 1859 Tandy Walker
  - 1859 - 1 Oct 1860 Basil LeFlore
- Presidents de la Nació Choctaw
  - 1 Oct 1860 - 6 Oct 1862 George Hudson (1808-1865)
  - 6 Oct 1862 - 3 Oct 1864 Samuel Garland (1803-1870)
  - 3 Oct 1864 - 1 Oct 1866 Peter Perkins Pitchlynn (1806-1881)
  - 1 Oct 1866 - 3 Oct 1870 Allen Wright
  - 3 Oct 1870 - 5 Oct 1874 William J. Bryant
  - 5 Oct 1874 - 7 Oct 1878 Coleman Cole (m. 1886)
  - 7 Oct 1878 - 1880 Isaac Levi Garvin (1831-1880)
  - 1880 - 6 Oct 1884 Jackson Frazier McCurtain (1830-1885)
  - 6 Oct 1884 - 3 Oct 1886 Edmund McCurtain (m. 1890)
  - 3 Oct 1886 - 1 Oct 1888 Thompson McKinney (m. 1889)
  - 1 Oct 1888 - 6 Oct 1890 Benjamin Franklin Smallwood (1829-1891)
  - 6 Oct 1890 - 1 Oct 1894 Wilson Nathaniel Jones (1831-1901)
  - 1 Oct 1894 - 5 Oct 1896 Jefferson Gardner (1847-1906)
  - 5 Oct 1896 - 1 Oct 1900 Green McCurtain (1910)
  - 1 Oct 1900 - 6 Oct 1902 Gilbert Wesley Dukes (1849-1916)
  - 6 Oct 1902 - 1910 Green McCurtain
  - 1910 - 1918 Victor Locke, Jr. (1876-1929)
  - 1918 - 1922 William Finley Sample (1883-1969)
  - 1922 - 1929 William Henry Harrison (1876-1929)
  - 1930 - 1936 Ben H. Dwight (1890-1953)
  - 1937 - 1948 William H. Durrant (1866-1948)
  - 1948 - 1975 Harry J.W. Belvin (m. 1975)
  - 1975 - 1978 C. David Gardner
  - 1978 - 1997 Hollis E. Roberts
  - 9 Jun 1997 Gregory E. Pyle

## Llista de choctaw cèlebres
- Devon Abbot Mihesuah
- Mushulatubbee
- Pushmataha
- Peter Pitchlynn
- Allen Wright
- Jim Barnes
- Clara Sue Kidwell
- Louis Owens
- James BlueWolf
- LeAnne Howe